# Phyllachora dactylidis
Phyllachora dactylidis är en svampart som beskrevs av Delacr. 1892. Phyllachora dactylidis ingår i släktet Phyllachora och familjen Phyllachoraceae.   Inga underarter finns listade i Catalogue of Life.